# Sztuczne unasienianie

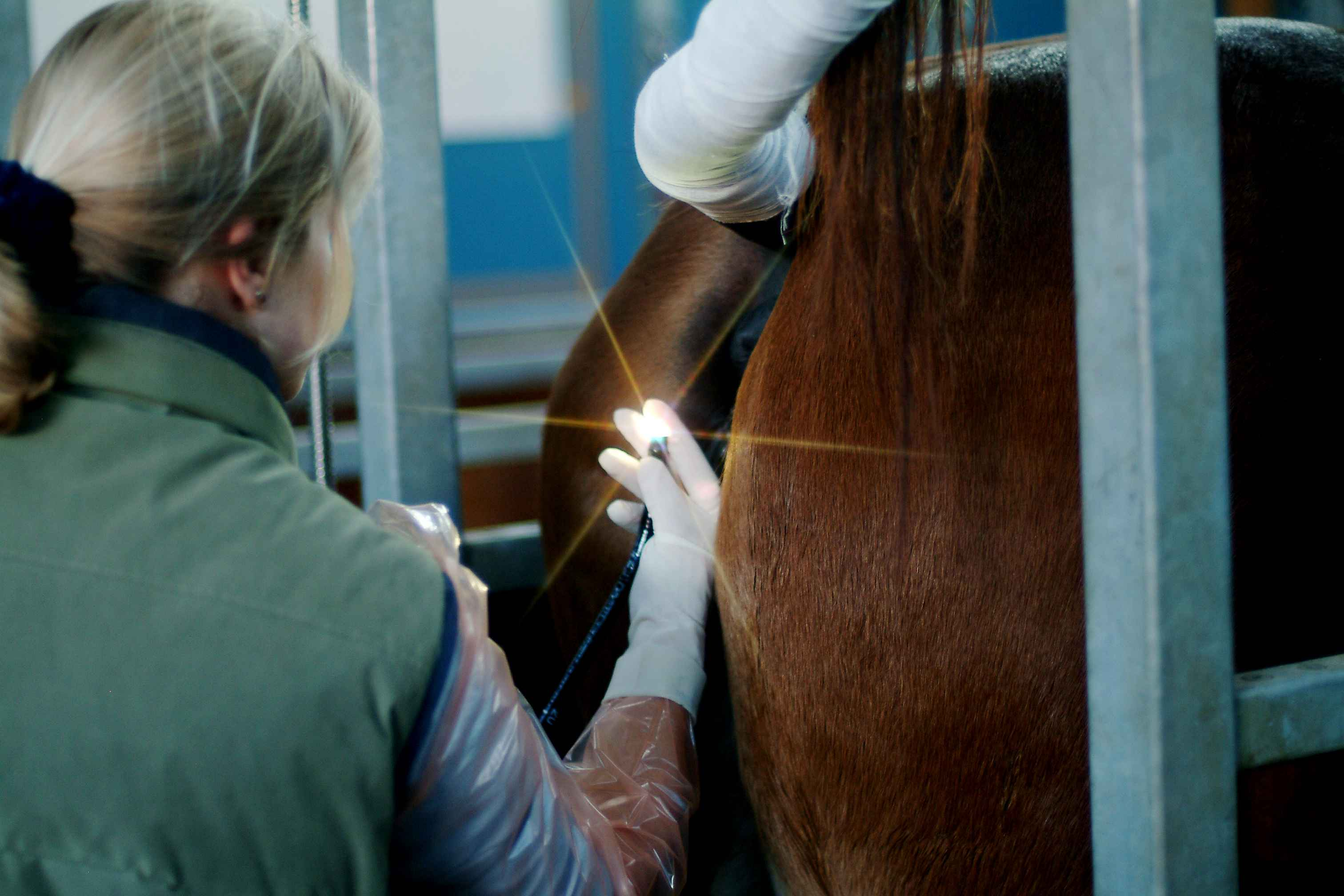
Sztuczne unasienienie klaczy

Sztuczne unasienianie, inseminacja (łac. inseminatio od in 'w' i semen dop. semenis 'nasienie') – metoda kontrolowanej prokreacji, polegająca na bezpośrednim wstrzyknięciu pobranej wcześniej od samca spermy do szyjki macicy samicy, bez odbywania bezpośredniego stosunku płciowego.
W przypadku zwierząt jest to powszechnie stosowana metoda rozrodu, która ma zastosowanie u bydła, koni, owiec, kóz, świń, drobiu oraz pszczół. Uznana jest za metodę hodowlaną, przyczyniła się ona do udoskonalenia populacji zwierząt gospodarskich, w szczególności bydła. 
Metoda ta bywa też w szczególnych przypadkach stosowana u ludzi, jako metoda leczenia niepłodności. Najczęstszym wskazaniem do inseminacji są nieprawidłowości dotyczące nasienia. Kiedy liczba, jakość i ruchliwość plemników nie spełniają wymaganych norm, wówczas inseminacja jest rozwiązaniem dającym szansę na zajście w ciążę. Aby inseminacja miała szanse powodzenia, w nasieniu
musi być stwierdzone minimum milion prawidłowych plemników w mililitrze. Każdy wynik poniżej miliona kwalifikuje do in vitro, a szanse na uzyskanie ciąży drogą inseminacji z takim wynikiem są bliskie zeru. 
Jest to możliwość posiadania potomstwa w przypadku niepłodności wynikającej z nieprawidłowej budowy układu rodnego kobiety oraz jako forma prokreacji dla kobiet niechcących lub niemogących odbyć stosunku z mężczyzną.

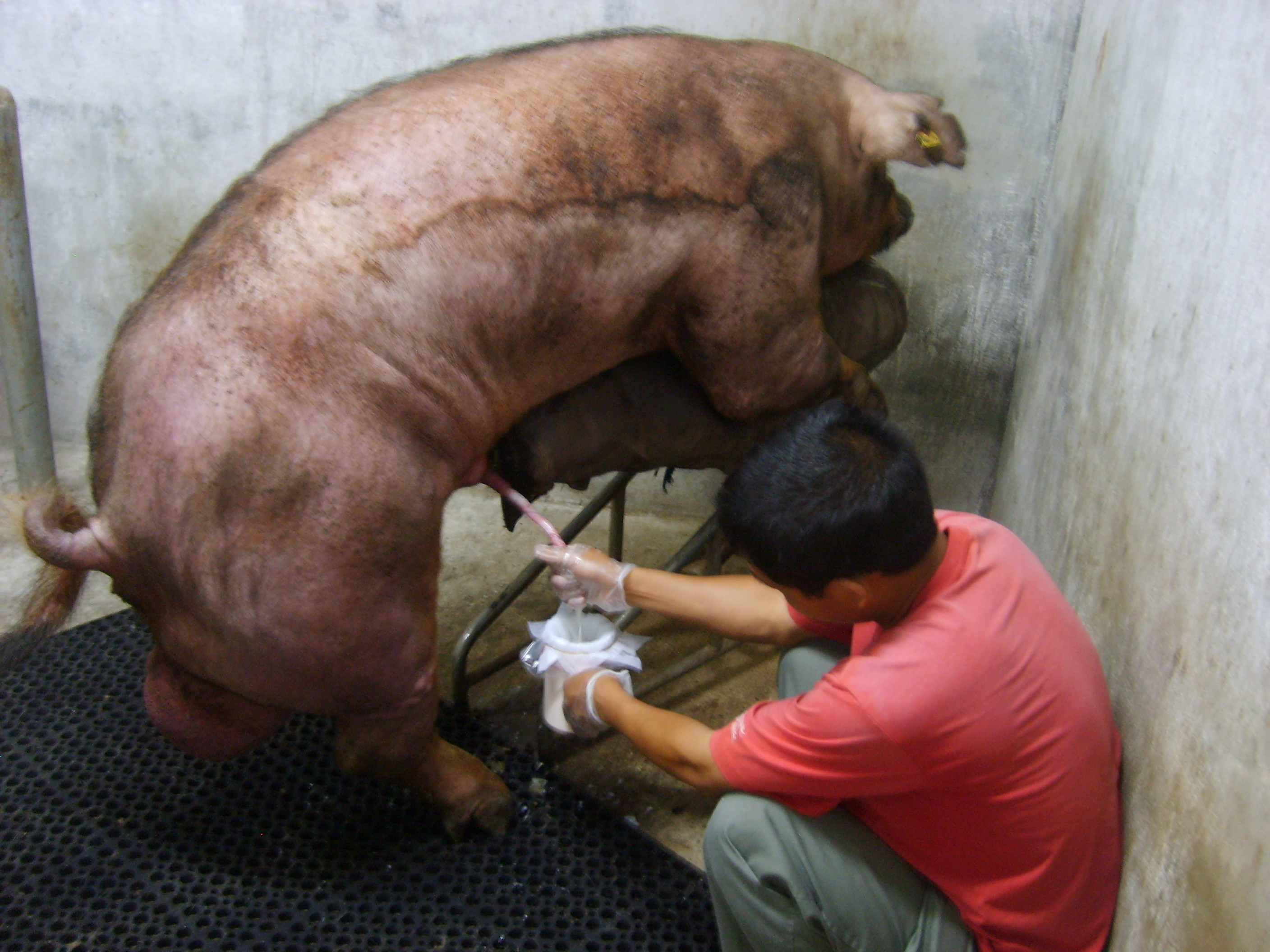
Pobieranie nasienia od knura

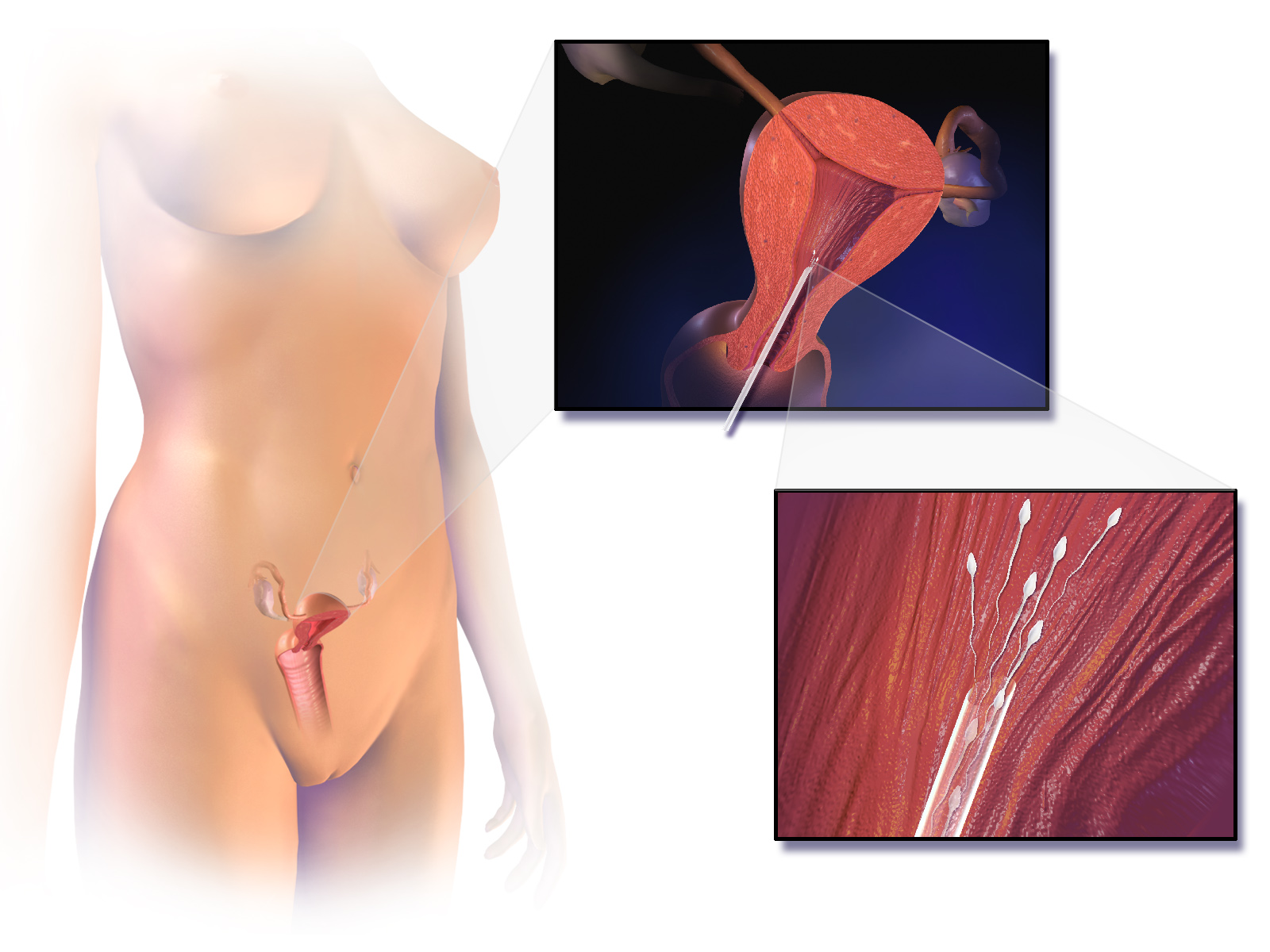
Schematyczna ilustracja sztucznego zaplemnienia u kobiety

Etapy sztucznego unasieniania zwierząt hodowlanych:
1. pobieranie nasienia,
2. badanie nasienia,
3. rozrzedzanie i konfekcjonowanie nasienia,
4. przechowywanie nasienia,
5. rozprowadzanie nasienia do punktów inseminacyjnych,
6. unasienianie samic.

Zalety sztucznego unasieniania: 
- możliwość unasienienia nasieniem pobranym od samca znacznie większej liczby samic[1],
- możliwość dłuższego uzyskania potomstwa od danego samca, niż działoby się to przy naturalnym kryciu[1],
- większą liczbę uzyskiwanego potomstwa,
- dokładniejszą ocenę wartości hodowlanej ojców,
- możliwość wykorzystania nasienia samca nawet po jego śmierci,
- unikanie chorób związanych z naturalnym kryciem[1],
- możliwość transportu nasienia na duże odległości,
- niższe koszty zakupu nasienia niż samego samca,
- możliwość unasienienia samicy nasieniem samca, który odmawia skoku na daną samicę (np. w przypadku bastardyzacji).